# Carex albida
Carex lemmonii (Syn.: Carex albida) ist eine Pflanzenart aus der Gattung der Seggen (Carex) innerhalb der Familie der Sauergrasgewächse (Cyperaceae). Sie ist ein extrem seltener Endemit in Kalifornien.

## Beschreibung

### Vegetative Merkmale
Carex lemmonii ist eine ausdauernde krautige Pflanze und erreicht Wuchshöhen von 40 bis 60 Zentimetern. Sie bildet kurze Rhizome. Die Laubblätter sind 3 bis 6 mm breit.

### Generative Merkmale
Carex lemmonii ist eine verschiedenährige Segge. Die Blütenstände sind über 15 cm hoch, das tiefste Internodium ist 10 bis 25 cm hoch. Das endständige Ährchen ist zumindest an der Spitze männlich. Die seitlichen Ährchen sind zumindest im unteren Teil weiblich. Die Ährchen sind teils über 15 mm lang und meist unter 1 cm lang gestielt. Das Hüllblatt des untersten Ährchens ist kürzer als der ganze Blütenstand und hat eine lange Scheide.
Die Tragblätter der weiblichen Blüten sind weiß mit grüner Mittelrippe.
Die Frucht ist 3,1 bis 4,5 mm lang, 1 bis 1,6 mm breit und grün. Der Schnabel ist 0,6 bis 1,2 mm lang und weiß, oft bewimpert.

## Systematik, Verbreitung, Standort und Gefährdung
Carex lemmonii kommt nur im Sonoma County des US-Bundesstaates Kalifornien vor. Sie ist nur von den Pitkin-Sümpfen bekannt, die sich in den südlichen Outer North Coast Ranges befinden. Sie wächst hier zusammen mit anderen gefährdeten Pflanzen wie Lilium pardalinum subsp. pitkinense.
Die Erstbeschreibung als Carex lemmonii erfolgte 1884 durch W. Boott.
Carex albida wurde 1889 von Liberty Hyde Bailey neu anhand eines Exemplars, das John Milton Bigelow 1854 am Santa Rosa Creek im Sonoma County gesammelt hatte. Auch John T. Howell und John W. Stacey beschrieben diese Art 1937 unter dem Namen Carex sonomensis erneut, Howell erkannte jedoch, dass es sich um die gleiche Art handelt.
Carex lemmonii wurde lange für ausgestorben gehalten, bis 1987 eine einzelne Population entdeckt wurde. Historisch war sie von vier weiteren Standorten, der Typuslokalität am Santa Rosa Creek und drei weiteren Standorten in zwei Sümpfen bekannt, die alle im Sonoma County liegen. Der Sumpf am Santa Rosa Creek wurde in den 1960ern zerstört. Ein weiterer Sumpf wurde mit Abwässern einer Konservenfabrik belastet. Im dritten Sumpf wurde eine der beiden historischen Populationen seit 1951 nicht mehr beobachtet. Die zweite liegt auf Privatgrund und wurde seit 1976 nicht mehr beobachtet. Aufgrund geänderter Hydrologie gibt es diese Population möglicherweise nicht mehr.
Der einzige bekannte Standort von Carex lemmonii in den Pitkin-Sümpfen ist ein Sphagnum-Moor in Höhenlagen von 45 bis 60 Metern. Die Population umfasst rund 1000 Pflanzenexemplare und befindet sich auf Privatgrund. Carex lemmonii ist durch mögliche Änderungen im Wasserhaushalt des Sumpfes und durch Änderung der Landnutzung, durch ein geplantes Abwasserreinigungs-Projekt, durch den nahen State Highway und auch durch Zufallsereignisse gefährdet.

## Belege
- Carex albida - Artportrait mit Foto vom Sacramento Fish & Wildlife Office.
- Carex albida im Jepson Manual. Abgerufen am 27. April 2008. (Merkmale)
- Fish and Wildlife Service: Endangered and Threatened Wildlife and Plants; Determination of Endangered Status for Nine Plants From the Grasslands or Mesic Areas of the Central Coast of California, Federal Register, 22. Oktober 1997 (Band 62, Nummer 204) (online), abgerufen am 27. April 2008.